# Giro d'Italia 2019
102. ročník cyklistického závodu Giro d'Italia se konal v Itálii od 11. května do 2. června 2019. Závod se bude konat jako 102. ročník a bude prvním Grand Tour závodem v cyklistické sezóně 2019. Závod byl naplánován tak, aby začínal individuální časovkou Bologni. Chris Froome, který vyhrál Giro v roce 2018, uvedl, že letos nebude obhajovat titul, protože se bude zaměřovat na vítězství v Tour de France 2019.
Průběžný vedoucí jezdec vozí růžový trikot tzv. Maglia Rosa.

## Trasa a etapy
Giro d'Italia 2019 začne časovkou dlouhou 8,2 kilometrů s kopcovitým dojezdem v Boloni. Další časovka, dlouhá 34,7 kilometru, bude na programu v 9. etapě s dojezdem do kopce, ve městě San Marino. Poslední 15kilometrová časovka bude s cílem na starověkém amfiteátru ve Veroně.
Na trase 102. ročníku, jsou přichystány některé z legendárních vrcholů, které jsou spojeny s historií tohoto závodu, např. Mortirolo nebo Gavia Pass. Novým místem je alpský Col del Nivolet, s nebezpečným stoupáním.
Během 3518 kilometrů na cyklisty čeká pět vysokohorských etap.

## Favorité před závodem
Dva předchozí mistři Giro d'Italia: Vincenzo Nibali (Bahrajn-Merida) a Tom Dumoulin (Team Sunweb), jsou považováni za favority na získání Maglia Rosa (česky růžový dres), spolu s Miguelem Ángelem Lópezem (Astana Team), Mikelem Landou (Team Movistar), Primožem Rogličem (Team Jumbo–Visma) a Simonem Yatesem (Mitchelton–Scott).
Závodníci, kteří by mohli být hlavními uchazeči o vítězství ve sprintu, jsou: současný německý národní šampion Pascal Ackermann (Bora–Hansgrohe), Francouz Arnaud Démare (Groupama–FDJ), Australan Caleb Ewan (Lotto–Soudal), Fernando Gaviria z Kolumbie (UAE Team Emirates), a obhájce vítězné bodové klasifikace, Ital Elia Viviani (Deceuninck–Quick-Step).

## Týmy
V závodě startuje všech 18 UCI World Teamů, kteří byli automaticky pozvání a mají povinnost se účastnit. Byly také vybrány čtyři týmy z kvalifikace UCI Professional Continental, na tzv. divokou kartu. Každý tým má v závodě družstvo s osmi závodníky.

### UCI World Teamy
| - AG2R La Mondiale - Astana Team - Bahrain–Merida - Bora–Hansgrohe - CCC Team - Deceuninck–Quick-Step | - EF Education First - Groupama–FDJ - Team Katusha–Alpecin - Lotto–Soudal - Mitchelton–Scott - Movistar Team | - Team Dimension Data - Team Jumbo–Visma - Ineos Grenadiers - Team Sunweb - Trek–Segafredo - UAE Team Emirates |

### UCI Professional Continental Teamy
| - Androni Giocattoli–Sidermec - Bardiani–CSF | - Israel Cycling Academy | - Nippo–Vini Fantini–Faizanè |

## Trať
Celkem bylo naplánováno 21 etap s celkovou délkou 3 518,5 kilometrů, tři individuální časovky a dva volné dny..
| Etapa   | Datum           | Start > Cíl                          | Délka                           | Typ       | Typ                       | Cíl           | Vítěz                  |           |
| ------- | --------------- | ------------------------------------ | ------------------------------- | --------- | ------------------------- | ------------- | ---------------------- | --------- |
| 1       | 11. května (So) | Boloňa – Boloňa                      | 8.2 km (5 mi)                   |           | časovka jednotlivců (ITT) | cíl v kopci   | Primož Roglič (SLO)    |           |
| 2       | 12. května (Ne) | Boloňa – Fucecchio                   | 200 km (124 mi)                 |           | rovinatá                  | cíl na rovině | Pascal Ackermann (GER) |           |
| 3       | 13. května (Po) | Vinci – Orbetello                    | 219 km (136 mi)                 |           | rovinatá                  | cíl na rovině | Fernando Gaviria (COL) |           |
| 4       | 14. května (Út) | Orbetello – Frascati                 | 228 km (142 mi)                 |           | rovinatá                  | cíl v kopci   | Richard Carapaz (ECU)  |           |
| 5       | 15. května (St) | Frascati – Terracina                 | 140 km (87 mi)                  |           | rovinatá                  | cíl na rovině | Pascal Ackermann (GER) |           |
| 6       | 16. května (Čt) | Cassino – San Giovanni Rotondo       | 233 km (145 mi)                 |           | kopcovitá                 | cíl na rovině | Fausto Masnada (ITA)   |           |
| 7       | 17. května (Pá) | Vasto – l'Aquila                     | 180 km (112 mi)                 |           | kopcovitá                 | cíl v kopci   | Pello Bilbao (ESP)     |           |
| 8       | 18. května (So) | Tortoreto Lido – Pesaro              | 235 km (146 mi)                 |           | rovinatá                  | cíl po sjezdu | Caleb Ewan (AUS)       |           |
| 9       | 19. května (Ne) | Riccione – San Marino                | 34.7 km (22 mi)                 |           | časovka jednotlivců (ITT) | cíl v kopci   | Primož Roglič (SLO)    |           |
|         | 20. května      | Volný den                            | Volný den                       | Volný den | Volný den                 | Volný den     | Volný den              | Volný den |
| 10      | 21. května (Út) | Ravenna – Modena                     | 147 km (91 mi)                  |           | rovinatá                  | cíl na rovině | Arnaud Démare (FRA)    |           |
| 11      | 22. května (St) | Carpi – Novi Ligure                  | 206 km (128 mi)                 |           | rovinatá                  | cíl na rovině | Caleb Ewan (AUS)       |           |
| 12      | 23. května (Čt) | Cuneo – Pinerolo                     | 146 km (91 mi)                  |           | smíšená                   | cíl po sjezdu | Cesare Benedetti (ITA) |           |
| 13      | 24. května (Pá) | Pinerolo – Ceresole Reale            | 188 km (117 mi)                 |           | horská                    | cíl v kopci   | Ilnur Zakarin (RUS)    |           |
| 14      | 25. května (So) | Saint-Vincent – Courmayeur           | 131 km (81 mi)                  |           | horská                    | cíl v kopci   | Richard Carapaz (ECU)  |           |
| 15      | 26. května (Ne) | Ivrea – Como                         | 237 km (147 mi)                 |           | kopcovitá                 | cíl po sjezdu | Dario Cataldo (ITA)    |           |
|         | 27. května      | Volný den                            | Volný den                       | Volný den | Volný den                 | Volný den     | Volný den              | Volný den |
| 16      | 28. května (Út) | Lovere – Ponte di Legno              | 226 km (140 mi) 194 km (121 mi) |           | horská                    | cíl v kopci   | Giulio Ciccone (ITA)   |           |
| 17      | 29. května (St) | Commezzadura – Anterselva            | 180 km (112 mi)                 |           | horská                    | cíl v kopci   | Nans Peters (FRA)      |           |
| 18      | 30. května (Čt) | Valdaora-Olang – Santa Maria di Sala | 220 km (137 mi)                 |           | rovinatá                  | cíl na rovině | Damiano Cima (ITA)     |           |
| 19      | 31. května (pá) | Treviso – San Martino di Castrozza   | 151 km (94 mi)                  |           | horská                    | cíl v kopci   | Esteban Chaves (COL)   |           |
| 20      | 1. června (So)  | Feltre – Croce d'Aune-Monte Avena    | 193 km (120 mi)                 |           | horská                    | cíl v kopci   | Pello Bilbao (ESP)     |           |
| 21      | 2. června (Ne)  | Verona – Verona                      | 15.6 km (10 mi)                 |           | časovka jednotlivců (ITT) | cíl na rovině | Chad Haga (USA)        |           |
| Celkově | Celkově         | Celkově                              | 3 518.5 km (2,186 mi)           |           |                           |               |                        |           |

## Klasifikace závodu
| Celkové výsledky jednotlivých etapách | Celkové výsledky jednotlivých etapách | Celkové výsledky jednotlivých etapách | Celkové výsledky jednotlivých etapách | Celkové výsledky jednotlivých etapách | Celkové výsledky jednotlivých etapách | Celkové výsledky jednotlivých etapách |
| Etapa                                 | Vítěz                                 | Celkové pořadí                        | Pořadí v bodovací soutěži             | Vrchařská soutěž                      | Pořadí jezdců do 25 let               | Nejlepší tým                          |
| ------------------------------------- | ------------------------------------- | ------------------------------------- | ------------------------------------- | ------------------------------------- | ------------------------------------- | ------------------------------------- |
|                                       |                                       |                                       |                                       |                                       |                                       |                                       |
| 1                                     | Primož Roglič                         | Primož Roglič                         | Primož Roglič                         | Giulio Ciccone                        | Miguel Ángel López                    | Team Jumbo–Visma                      |
| 2.                                    | Pascal Ackermann                      | Primož Roglič                         | Pascal Ackermann                      | Giulio Ciccone                        | Miguel Ángel López                    | Team Jumbo–Visma                      |
| 3.                                    | Fernando Gaviria                      | Primož Roglič                         | Fernando Gaviria                      | Giulio Ciccone                        | Miguel Ángel López                    | Bora–Hansgrohe                        |
| 4.                                    | Richard Carapaz                       | Primož Roglič                         | Pascal Ackermann                      | Giulio Ciccone                        | Miguel Ángel López                    | Bora–Hansgrohe                        |
| 5.                                    | Pascal Ackermann                      | Primož Roglič                         | Pascal Ackermann                      | Giulio Ciccone                        | Miguel Ángel López                    | Bora–Hansgrohe                        |
| 6.                                    | Fausto Masnada                        | Valerio Conti                         | Pascal Ackermann                      | Giulio Ciccone                        | Giovanni Carboni                      | Movistar Team                         |
| 7.                                    | Pello Bilbao                          | Valerio Conti                         | Pascal Ackermann                      | Giulio Ciccone                        | Giovanni Carboni                      | Movistar Team                         |
| 8.                                    | Caleb Ewan                            | Valerio Conti                         | Pascal Ackermann                      | Giulio Ciccone                        | Giovanni Carboni                      | Movistar Team                         |
| 9.                                    | Primož Roglič                         | Valerio Conti                         | Pascal Ackermann                      | Giulio Ciccone                        | Nans Peters                           | Movistar Team                         |
| 10.                                   | Arnaud Démare                         | Valerio Conti                         | Pascal Ackermann                      | Giulio Ciccone                        | Nans Peters                           | Movistar Team                         |
| 11.                                   | Caleb Ewan                            | Valerio Conti                         | Arnaud Démare                         | Giulio Ciccone                        | Nans Peters                           | Movistar Team                         |
| 12.                                   | Cesare Benedetti                      | Jan Polanc                            | Arnaud Démare                         | Gianluca Brambilla                    | Gianluca Brambilla                    | Androni Giocattoli–Sidermec           |
| 13.                                   | Ilnur Zakarin                         | Jan Polanc                            | Arnaud Démare                         | Giulio Ciccone                        | Hugh Carthy                           | Movistar Team                         |
| 14.                                   | Richard Carapaz                       | Richard Carapaz                       | Arnaud Démare                         | Giulio Ciccone                        | Pavel Sivakov                         | Movistar Team                         |
| 15.                                   | Dario Cataldo                         | Richard Carapaz                       | Arnaud Démare                         | Giulio Ciccone                        | Pavel Sivakov                         | Movistar Team                         |
| 16.                                   | Giulio Ciccone                        | Richard Carapaz                       | Arnaud Démare                         | Giulio Ciccone                        | Miguel Ángel López                    | Movistar Team                         |
| 17.                                   | Nans Peters                           | Richard Carapaz                       | Arnaud Démare                         | Giulio Ciccone                        | Miguel Ángel López                    | Movistar Team                         |
| 18.                                   | Damiano Cima                          | Richard Carapaz                       | Pascal Ackermann                      | Giulio Ciccone                        | Miguel Ángel López                    | Movistar Team                         |
| 19.                                   | Esteban Chaves                        | Richard Carapaz                       | Pascal Ackermann                      | Giulio Ciccone                        | Miguel Ángel López                    | Movistar Team                         |
| 20.                                   | Pello Bilbao                          | Richard Carapaz                       | Pascal Ackermann                      | Giulio Ciccone                        | Miguel Ángel López                    | Movistar Team                         |
| 21.                                   | Chad Haga                             | Richard Carapaz                       | Pascal Ackermann                      | Giulio Ciccone                        | Miguel Ángel López                    | Movistar Team                         |
| Celkové pořadí                        | Celkové pořadí                        | Richard Carapaz (ECU)                 | Pascal Ackermann (GER)                | Giulio Ciccone (ITA)                  | Miguel Ángel López (COL)              | Movistar Team (MOV) (ESP)             |

## Pořadí
|  | Lídr celkové klasifikace |  | Lídr vrchařské klasifikace |
|  | Lídr bodové klasifikace  |  | Lídr jezdců do 25 let      |

## Doping
Dne 15. květnu 2019, UCI oznámila, že dočasně pozastavila start Kristijana Korena (Bahrain–Merida) a části jeho týmu na Giro d'Italia 2019. Důvodem bylo jeho odhalení při akci „Operace Aderlass". Vedení týmu jej ze závodu stáhlo.